# Plastiscala analogica
Plastiscala analogica is een slakkensoort uit de familie van de Epitoniidae. De wetenschappelijke naam van de soort is voor het eerst geldig gepubliceerd in 1963 door Barnard.